# 친문재인 댓글부대
친문재인 댓글부대 또는 친문 댓글부대는 인터넷에서 조직적으로 대한민국의 대통령 문재인을 옹호하고 그 반대자들을 공격하는 문재인 열성 지지자로 구성된 친위 댓글부대이다. 이들은 정부에 우호적인 여론을 형성하기 위하여 포털에서 댓글과 실시간 검색어 조작을 빈번하게 하여 논란이 되었다.
이 집단은 스스로를 달빛기사단이라고 부르는데, 문재인의 성인 문(moon: 달)과 전사(戰士)들의 모임을 뜻하는 기사단(knights)을 합친 단어다. 또한 이들은 평소에는 가만히 있다가 공격을 받으면 집요하게 반격하는 습성의 동물인 벌꿀오소리에 빗대 스스로를 문꿀오소리라고 부르기도 한다. 반면, 이런 친위부대에 부정적인 입장을 지닌 쪽에서는 이들을 문빠, 문베충, 문슬람, 달빛창녀단(달창), 문각기동대, 똥파리 등의 멸칭으로 부르기도 한다.
이들은 자발적으로 문재인에게 우호적인 내용의 댓글을 달다가, 박근혜-최순실 게이트가 드러난 2016년 하반기 무렵 조직적으로 모였다. 이들은 제19대 대선까지 활발히 단체로 활동하다가 2019년 7월까지도 개별적인 활동을 진행하는 것으로 알려져 있다. 또한, 2018년 4월, 더불어민주당의 권리당원인 ‘경제적공진화모임’의 대표와 회원들이 몇 년 간 여론 형성에 조직적으로 개입하였던 사건이 드러나기도 하였다.

## 댓글 조작 논란

### 네이버 기사 댓글 조작 논란
친문 댓글부대는 문재인에 비판적인 네이버 기사 베스트 댓글을 내리고 문재인에 우호적인 댓글을 베스트 댓글로 올리는 집단적인 여론몰이를 조직적이고 빈번하게 진행하여 논란이 되었다.
일례로, 2017년 10월 20일 오전 10시 18분 문재인 정부의 신고리원전 공론화위원회가 공사를 재개하였다는 기사가 뜨자, 곧바로 한동안 문재인에 비판적인 댓글들이 베스트 댓글이 되었다. 그러나 비슷한 시간 트위터를 중심으로 기사 주소가 빠르게 퍼져나갔고, 많은 팔로워를 가진 사용자들이 “베스트 댓글을 내려야 한다”는 트윗을 다수 올려 베스트 댓글의 교체를 요청하였다. 이후 이들은 특정한 댓글에 집중적으로 공감 · 비공감을 누르는 방식으로, 기사 노출 1시간여 만에 베스트 댓글들을 문재인 정부에 우호적인 댓글들로 교체하였다.
또한 2019년 8월 조국 사태가 발생했을 때, 네이버 기사의 조국을 비난하는 공감 수 상위 댓글들을 단시간 만에 조직적으로 내리고 조국을 비호하는 댓글로 갈아치우는 작업이 진행되기도 하였다. 전문가들은 이 같은 조작에 대해 드루킹 일당이 사용했던 매크로 프로그램 사용 의혹을 제기하였다.
이에 대하여, 일반 사람들은 기사의 댓글 중 상위에 게시된 서너 개를 보고 그것을 다수의 여론으로 생각하기 때문에, 일부 세력이 주도하는 이런 작업은 여론을 왜곡시킬 수 있다는 지적이 있다.

### 더불어민주당원 댓글 조작 사건
2018년 4월 13일 서울지방경찰청 사이버수사대는 네이버에서 보수가 댓글 추천을 조작한 것처럼 꾸미기 위해 조직적으로 댓글 추천 수를 조작한 민주당 권리당원 세 명을 업무방해 혐의로 구속하였다. 이들 중 한 명은 친노무현 및 친문재인 성향의 파워블로거인 '드루킹'으로, 최근까지 "나는 노무현의 지지자, 문재인의 조력자이며 문 대통령의 시각으로 정국을 본다"는 글을 올리며 문재인 대통령을 공개 지지해 온 것으로 밝혀졌다. 이들은 자신들이 확보한 아이디 614개를 매크로 프로그램에 돌려, 반정부 댓글에 자동으로 공감을 누르게 해, 보수세력이 여론 공작을 한다는 의혹을 만들어 내고자 하였다고 자백하였다.
이들이 민주당 김경수 의원과 모바일 메신저 텔레그램을 통하여 교신하였다는 증거도 확보되어, 수사당국은 여권의 개입이 있었던 것으로 파악된다고 밝혔다. 일당이 김경수와 메시지를 주고받은 시점은 2017년 19대 대통령 선거 이전까지 거슬러 올라가는 것으로 알려져, 대선 때도 부정한 여론 조작을 했는지에 대한 의혹도 불거졌다.
수사 과정에서 확보된 '모니터 요원 매뉴얼'이라는 문건에서는, 포털 공통 아이디로 추천된 기사를 파악하라는 등의 구체적 댓글 작업을 지시하였고, 회원 2000명에 달하는 진보 성향 네이버 카페의 오프라인 사무실에서 나눠주는 USB를 활용해 보안을 유지하라는 지침이 있었다. 이들 일당은 경찰의 압수수색 과정에서 USB를 화장실 변기에 버려 증거인멸을 시도하기도 하였다.
이후 밝혀진 사건의 전말에 의하면, 주범인 드루킹은 대선 당시 문재인 후보를 지지하는 온라인 활동을 벌인 뒤, 그에 대한 대가로 김경수 의원 등 여권 인사들에게 오사카 총영사 자리에 대한 인사 청탁을 했다가 거절당하자, 그 뒤로 반감을 품고 이같은 반정부 댓글 조작을 벌인 것으로 알려졌다.

## 반대 인사 테러 논란
친문 댓글부대는 ‘문재인 지킴이’를 자처하며 온라인상의 모든 비판을 차단하고자 하여, 이들의 행위가 일종의 사이버 테러에 해당한다는 논란이 일었다. 이들은 주로 단체 채팅방을 만들어 공격 목표를 지목하고 해당 인사의 SNS에 위협적 언사를 동원하면서 과도한 양의 댓글을 달았다. 문재인을 비판했다가 지지자들의 욕설과 비난에 시달리는 교수들이 비판을 자제하고 언론 대응을 잠정적으로 중단하기도 하였다. 가수 전인권은 18대 대선 당시 문재인 후보 지지를 선언하는 등 진보 계열의 예술인으로 불렸으나 19대 대선 직전 안철수 국민의당 대선 후보와 교감을 나눴다는 기사가 보도되면서 공격 대상이 되었다. SNS와 온라인에서 전인권은 ‘적폐가수’로 낙인찍혔고, 당시 예정돼 있던 콘서트를 앞두고 티켓 환불사태가 벌어지기도 했다.
제도권과 언론도 이들의 공격 대상이 되었다. 주호영 바른정당 대표 권한대행은 2017년 5월 17일 원내대책회의에서 “문재인 팬클럽의 사이버 테러가 심각한 지경”이라며 “친문 팬클럽의 자제와 해산을 촉구한다”고 말하였다가 수많은 조롱 댓글에 시달렸다. 이들은 문재인을 비판하는 기자 및 언론인의 목록인 이른바 ‘기레기 DB’를 만들어 그들에게 비난 댓글을 과도하게 닮으로써 압박하였고, 이는 표현의 자유를 위축시키는 행동이라는 비판이 있었다.

## 실시간 검색어 조작 논란

### '고마워요 문재인' 검색어 조작 논란
2017년 8월 17일 문재인 대통령 취임 100일을 맞아, 다음 카페 ‘소울드레서(SoulDresser)’의 제안으로 인터넷 상 친문 지지자들이 '고마워요 문재인'을 한동안 포털 실검(실시간 검색어) 1위에 올려놓았다. 이에 문재인 대통령은 청와대 공식 소셜미디어를 통해 취임 100일 최고의 선물이라며 감사의 인사를 남겼다. 그러나 자유한국당은 이에 대해, 본인들은 놀이라고 하지만 이 같은 검색어 올리기는 여론조작과 다름 없다고 비판하였다. 국민의당 또한 정치적인 특정 세력이 마음만 먹으면 인터넷 여론을 얼마든지 조작할 수 있다는 것을 충분히 보여준 것이라고 비판하였다.

### '사랑해요 김정숙' 검색어 조작 논란
대통령 영부인 김정숙의 생일인 2017년 11월 15일, 이들은 소셜미디어와 인터넷 커뮤니티 등을 통해 실검에 '사랑해요 김정숙’'문구를 띄우자며 네이버 등 주요 포털 사이트에서 해당 문구를 집중적으로 검색하였다. 이로 인해 15일 하루 동안 '사랑해요 김정숙'이 네이버 등 포털 사이트에서 실시간 검색어 상위권에 올랐다. 그러나 이날 오후 포항 지진이 발생하여, 재난 발생 후에도 해당 검색어를 인위적으로 띄우는 일각의 행위에 대한 비판이 일었다.

### '힘내세요 김이수' 검색어 조작 논란
2017년 헌법재판소장 권한대행 김이수에 대한 헌법재판소장 임명동의안이 국회에서 부결되고, 헌재에 대한 국정감사가 파행을 빚는 등 논란이 되었다. 그러자 민주당 디지털대변인이 온라인 지지그룹에게 '힘내세요 김이수'를 검색하자고 요청하였고, 그로부터 20분만에 네이버 등 포털 사이트에서 '힘내세요 김이수'가 실시간 검색어 1위를 하는 일이 발생하였다. 이에 대해 자유한국당, 국민의당, 바른정당 등 야당들은 일제히 '달빛기사단'의 여론조작의 위력을 보여주는 것이라고 비판하였다.

### '조국 힘내세요' 검색어 조작 논란
2019년 8월, 조국 사태가 불거지자, 자칭 달빛기사단 등 친문 네티즌들이 소셜네트워크서비스(SNS)와 온라인 커뮤니티 등을 통해 조직적인 검색어 조작으로 ‘조국 힘내세요’를 네이버 검색어 상위권에 올려놓아 논란이 되었다. 이 같은 친문 네티즌들의 조직적인 검색어 조작에 전문가들은 드루킹 일당이 사용했던 것과 같은 매크로 프로그램 사용 의혹을 제기하였다.

## 같이 보기
- 더불어민주당원 댓글 조작 사건
- 대깨문